# ۲۶۲ (میلادی)
۲۶۲ (میلادی) دویست و شصت و دومین سال تقویم میلادی است.

## درگذشتگان
‎